# Acanthoscurria paulensis
Acanthoscurria paulensis é uma espécie de aranha pertencente à família Theraphosidae (tarântulas).